# Sília Kapsí
Sília Kapsí (pronunciado /ˈsiːliə ˈkæpsɪs/;en griego: Σίλια Καψή; Sídney, 5 de diciembre de 2006) es una cantante, bailarina y actriz australiana, griega y chipriota.

## Trayectoria artística
Vasilikí Kapsí nació en Sídney, siendo hija del cantante chipriota Giórgos Kapsís y de una mujer griega de Salónica. Allí pasó su infancia, creciendo en un ambiente artístico y actuando desde los 4 años. Además, fue cantante principal del grupo Australian Youth Performing Arts Company (AYPAC) y actuó en varios eventos en todo el mundo.
Su canción debut, "Who Am I?", que escribió y compuso a los 12 años, se lanzó en 2022. Lanzó dos sencillos más, "No Boys Allowed" y "Disco Dancer", en marzo y mayo de 2023, respectivamente.
Por otro lado, Kapsí fue seleccionada para ImmaBeast Dance Company en Los Ángeles. Trabajó con Stephen "tWitch" Boss en The Jennifer Hudson Show y apareció en un documental de danza producido por el rapero Taboo.
Kapsí hizo su debut como actriz como personaje principal en el cortometraje de 2022 Pearly Gates y ha trabajado en varios proyectos de televisión para Nickelodeon en Australia, siendo presentadora habitual en la versión local de Nick News. Junto con los otros presentadores, fue nominada a Leyenda australiana/kiwi del año en los Nickelodeon Kids' Choice Awards en 2023.
El 25 de septiembre de 2023, fue anunciada como la representante de Chipre del Festival de la Canción de Eurovisión 2024.

## Reconocimientos
- Premio Bobby McCloughan de Artes Creativas (Premio del 130.º Aniversario) en Claremont College (2018)
- St Vincent's College: Beca Madame Christian para cantar (2019)
- Beca BuildaBeast Sydney (2019)
- Beca universitaria de artes escénicas Village Nation (2021)[5][6]